# Флаг муниципального округа Сокол
Флаг муниципального округа Со́кол в Северном административном округе города Москвы Российской Федерации — опознавательно-правовой знак, служащий официальным символом муниципального образования.
Флаг утверждён 25 января 2005 года как флаг муниципального образования Сокол.
Законом города Москвы от 11 апреля 2012 года № 11, муниципальное образование Сокол было преобразовано в муниципальный округ Сокол.
Решением Совета депутатов муниципального округа Сокол от 2 октября 2018 года было утверждено положение о флаге муниципального округа Сокол.
Флаг внесён в Государственный геральдический регистр Российской Федерации с присвоением регистрационного номера 12034.

## Описание
«Флаг муниципального образования Сокол представляет собой двустороннее, прямоугольное полотнище с соотношением сторон 2:3.
В центре красного полотнища помещено изображение жёлтого сокола с распростёртыми крыльями и головой, обращённой к древку, с белым свитком в когтях над двумя перекрещёнными белыми саблями с жёлтыми эфесами. Габаритные размеры изображения составляют 2/3 длины и 13/16 ширины полотнища».
Описание флага, утверждённое 2 октября 2018 года, гласит:
«Прямоугольное двухстороннее полотнище красного цвета с отношением ширины к длине 2:3, воспроизводящее фигуры из герба муниципального округа Сокол, выполненные белым и жёлтым цветом».
Геральдическое описание герба гласит:
«В червлёном поле вверху — золотой, летящий прямо с распростёртыми крыльями, сокол, держащий в лапах серебряный свиток; внизу — две серебряные, с золотыми эфесами, сабли накрест».

## Обоснование символики
Флаг муниципального округа Сокол создан на основе герба муниципального округа Сокол и повторяет его символику.
Жёлтый сокол символизирует название муниципального округа. «Сокол» — такое имя носил первый в стране жилищный кооператив, созданный здесь в 1930-е годы.
Белый свиток в когтях сокола символизирует множество научных и высших учебных заведений, расположенных в муниципальном округе Сокол.
Перекрещённые сабли символизируют доблесть воинов, павших в Первой мировой войне 1914—1918 годов и похороненных на Братском кладбище, находящемся на территории муниципального округа Сокол.
Примененные во флаге цвета символизируют:
красный цвет — символ труда, мужества, жизнеутверждающей силы, красоты и праздника;
белый цвет (серебро) — символ чистоты, невинности, верности, надежности и доброты;
жёлтый цвет (золото) — символ высшей ценности, солнечной энергии, богатства, силы, устойчивости и процветания.